# Anastasios Lagos
Anastasios Lagos (gr. Αναστάσιος Λαγός; ur. 12 kwietnia 1992 roku w Almiros, Grecja) – grecki piłkarz, grający na pozycji defensywnego pomocnika.

## Kariera piłkarska

### Kariera klubowa
Rozpoczął karierę piłkarską w klubie juniorów Panathinaikos AO. 1 lipca 2011 roku podpisał kontrakt z seniorskim zespołem tej drużyny, która występowała wówczas w Superleague Ellada.
W sezonie 2011/2012 jego zespół uplasował się na 2. pozycji. Dzięki temu mógł zagrać w eliminacjach do Ligi Mistrzów.
W sezonie 2012/2013 uzyskał z drużyną 6. miejsce. Jednak jego klub nie otrzymał licencji na grę w europejskich pucharach.
W następnym sezonie zajął z zespołem 4. pozycję, która dawała szansę gry w barażach o miejsce w eliminacjach do Ligi Mistrzów. W barażach jego drużyna zajęła 1. miejsce, dzięki czemu mogła zagrać w tych eliminacjach. Mecze III rundy kwalifikacyjnej do Ligi Mistrzów odbyły się 30 lipca i 5 sierpnia 2014 roku. Anastasios Lagos w pierwszym meczu ze Standardem Liège na wyjeździe rozegrał 90 minut, a jego drużyna bezbramkowo zremisowała. W rewanżowym spotkanie u siebie cały mecz przesiedział na ławce rezerwowych, a jego ekipa przegrała 1–2. W dwumeczu Panathinaikos przegrał 1–2 i odpadł z dalszych rozgrywek.
W 2016 przeszedł do Würzburger Kickers.

### Kariera reprezentacyjna
Anastasios Lagos wystąpił dotychczas w młodzieżowej reprezentacji Grecji U17 w sześciu spotkaniach oraz w U19 w dziesięciu meczach. W reprezentacji Grecji do lat 21 rozegrał 27 spotkań.
29 marca 2015 roku został powołany na mecz seniorskiej reprezentacji Grecji na mecz z Węgrami w Budapeszcie w ramach eliminacji do Mistrzostw Europy 2016. Jego drużyna bezbramkowo zremisowała to spotkanie, a on sam przesiedział cały mecz na ławce rezerwowych.